# ホラティウス兄弟の誓い
『ホラティウス兄弟の誓い』（ホラティウスきょうだいのちかい、仏: Le Serment des Horaces, 英: Oath of the Horatii）は、フランス新古典主義の画家ジャック＝ルイ・ダヴィッド作の絵画で、ローマ式敬礼の様子が描かれている。フランス革命前の1784年に完成した。新古典主義絵画の模範作品と見なされている。この絵によりダヴィッドの名声は高まり、自身の弟子を育てる程になった。
この絵には、共和政ローマへの忠誠の誓いの様子が描かれている。ダヴィッドの誓いの絵の背景になった物語は、ティトゥス・リウィウスの最初の著作（24節－6）に基づいており、詳細はハリカルナッソスのディオニュシオスによる『ローマ古代誌』第3巻に述べられている。
しかし、ダヴィッドの絵に切り取られた瞬間は、ダヴィッドのオリジナルである。

## 制作依頼
1774年ダヴィッドは、医師エラシストラトスがアンティオコスの病の原因はストラトニケへの恋慕であることを突き止めた場面を描いた作品『アンティオコスとストラトニケ』でローマ賞を得た。これによりダヴィッドは、フランス政府の国費留学生としてローマに5年間（1775-1780）滞在することができた。パリに戻るとすぐ展示会が開かれ、ドゥニ・ディドロの賞賛を受けた。その影響から、ルイ16世にルーヴル宮殿への滞在を許されたが、これは画家たちにとって非常に古典的な特権であった。ルーヴルでダヴィッドはペクールと知り合う。ダヴィッドはペクールの娘と結婚した。王は彼に『ホラティウス兄弟の誓い』を注文、そこには国への忠誠、ひいては王への忠誠についての寓話という意図があった。フランス革命に接近するにつれ、彼の絵は、家族や教会よりも国への忠誠をテーマにすることが増えていった。この絵が描かれたのは革命の5年近く前だが、『ホラティウス兄弟の誓い』は時代を象徴する1枚となった。
1789年、ダヴィッドは再び王命で、子の遺体をリクトルが運び込む絵『ブルータス邸に息子たちの遺骸を運ぶ警士たち』を描いた。皮肉なことに、それから間もなく王は、ブルータスの息子と同じく反逆罪を問われ、斬首刑にかけられた。ダヴィッドは国民公会で、ルイ16世の処刑に賛成票を投じている。

## 題材
この絵に描かれているのは、ローマのホラティウス三兄弟である。彼らは、リウィウスの『ローマ建国史（都市の創設から）』によれば、ローマと他の都市(アルバ・ロンガ)間の紛争を解決するために、アルバ・ロンガのクリアトゥス兄弟と決闘した。フランス革命が迫る中、一族や宗教への忠節よりも、国への忠誠を盛り上げる内容の絵が多かった。この絵が描かれたのは革命より5年ほど早い時期だが、『ホラティウス兄弟の誓い』は当時を象徴する1作となった。
絵の中で、三兄弟は戦いに向けて、連帯とローマへの忠誠を示している。父はそれを、全面的に支援している。
彼らは愛国心のために命を投げ出す覚悟がある。この男性中心社会で、断固とした決意の男たちは、迷いのない視線、ぴんと伸ばした手足を見せ、共和制への愛国心の砦となっている。共和国の最も優れた力の象徴として彼らが描かれる一方で、心優しい女性たちは、嘆きのあまり泣き伏して、戦いの結果を待つのである。
母や姉妹たちの絹の衣服は柔らかく溶けたような表現で、その悲しみを表している。彼女らの絶望には理由がある。姉妹の1人はクリアトゥス兄弟と婚約しており、もう1人はクリアトゥス家からホラティウス兄弟の下へと嫁いできたからである。
クリアトゥス兄弟は敗北し、ホラティウス兄弟は1人生き残った。帰還した彼は、婚約者の死を嘆いてローマを罵しる妹の言葉を耳にする。彼は、ローマが罵られたショックのあまり、妹を殺害する。当初ダヴィッドは、こちらのエピソードを描こうと思っていた。妹の遺体が横たわるそばで、ホラティウス兄弟の生き残った1人が剣を振り上げているスケッチが現存している。のちにダヴィッドは、公的義務は個人の感傷を超える、というメッセージを表すには、この主題は過激すぎると考え直した。しかし彼は『ブルータス邸に息子たちの遺骸を運ぶ警士たち』でもまた同様の場面を描いた。ルキウス・ユニウス・ブルトゥスは運び込まれた息子の遺骸を前に考え込んでいる。息子は反逆罪により、ルキウス自身の命令で処刑されたのである。
『ホラティウス兄弟の誓い』では、ホラティウス三兄弟が左側に、その父が中央に、妻や姉妹は右側に描かれている。ホラティウス兄弟はローマ式敬礼をし、その剣にかけて誓いを交わしている。男たちの表情には、感情はなんら表れていない。3つの剣を掲げた父でさえ、感情をあらわにはしていない。
右手では、3人の女性が泣いている。1人は後ろ側に、2人は近くにいる。白い衣装の女性はホラティウス家の女性で、クリアトゥス家の婚約者と自身の兄との両方のために泣いている。茶の衣装の女性はクリアトゥス家から嫁いできた女性で、ホラティウス家の夫と自身の兄のために泣いている。黒い衣装の背後の女性は、2人の子供を抱いている。子供の1人は、ホラティウス家の夫とクリアトゥス家の妻の間に生まれた子である。幼い娘は顔を乳母の衣装で隠し、息子は目隠しされることを拒否している。
トマ・ル・クレール (Thomas Le Claire) は次のように述べている。

『ホラティウス兄弟の誓い』は、ダヴィッドの作品としても、フランス絵画の歴史においても重要な位置を占める。題材はティトゥス・リウィウスの物語から採られたものである。舞台は紀元前669年、ローマ・アルバ間は戦争状態であった。2都市間の紛争に決着をつけるため、それぞれが3人1組の勇士を選出して戦うという風変わりな方法を採ることが決定された。選出されたのは、ホラティウス三兄弟とクリアトゥス三兄弟であった。クリアトゥス兄弟の妹サビナはホラティウス兄弟の1人と結婚しており、ホラティウス兄弟の妹カミラはクリアトゥス兄弟の1人と婚約中であったのは悲劇であった。両家の関係にもかかわらず、ホラティウスの父は戦闘に向けて息子らを鼓舞激励し、女性らの悲嘆の声を振り切って兄弟は戦に向かった。

## 象徴
『ホラティウス兄弟の誓い』は新古典主義様式で描かれており、その典型的な技法を様々に駆使している。
- 背景をぼかして描くことにより、前景の人物像が強調されてその重要性が際立っている。
- くすんだ色合いに描くことで、その背後にある物語の重要性が、絵そのものよりも強調される。
- 絵の構成がはっきりしており、数字の3やその瞬間自体の象徴性をよく表している。
- 硬質な細部にはっきりと焦点を当て、わずかな筆のタッチをも残さないやり方は、ロココ時代に好まれたやり方である。
- 筆のタッチは残されておらず、絵は画家より重要であることを示している。
- 男性は全員、背景の円柱を反映して直線的に描かれ、その力強さや剛直さを暗示している。これに対し女性は、円柱の上に見られるアーチのような曲線で描かれている。
- 直線の使用により力強さが表現されている。剣の場合も、2つは曲がった剣、1つはまっすぐな剣であり、これにより兄弟のうち1人だけが生き残る境遇にあることを暗示している。
- 鑑賞者に最も近い位置にいる（ただ1人生き残る運命にあると思われる）兄弟は、父親と同じ色合いの衣装を着用している。他の兄弟の衣装ははっきりと見えないものの、女性の衣装に似た色合いのものと思われる。
- この絵の冷淡な雰囲気は、ロココ様式とは異なる合理性を強調する役割をも果たしている。
- 絵に表現された唯一の感情は、女性のものである。女性は感情を持つことを許された一方、男性は英雄的な決意を持って義務を果たすことを求められていた[1]。
- 道徳的に複雑であったり物語の内容が不穏であったりする絵をも描くのは、新古典主義の作品の特徴である。

## 絵の評判
王族や聖職者、貴族はダヴィッドの絵を賞賛し、法皇自ら『ホラティウス兄弟の誓い』を見たいと表明した。ダヴィッドは絵をサロンに出品したいと望んでいたが、配達が遅れてギャラリーの隅に展示されることになり、芸術アカデミーのライバルを利する結果になった。結局、鑑賞に訪れた一般市民の不満に後押しされて、ダヴィッドの絵は本来の場所に展示場所が移動することになった。さらにダヴィッドは『ホラティウス兄弟の誓い』の展示を数週間延長し、その結果、記者は全ての展示作品について書いたがダヴィッドの絵だけには触れなかった。